# Copris minutissimus
Copris minutissimus är en skalbaggsart som beskrevs av Kryzhanovskii och Medvedev 1966. Copris minutissimus ingår i släktet Copris och familjen bladhorningar. Inga underarter finns listade i Catalogue of Life.